# Beauvoir (Seine-et-Marne)
Pour les articles homonymes, voir Beauvoir.
Beauvoir est une commune française située dans le département de Seine-et-Marne, en région Île-de-France.
Au dernier recensement de 2022, la commune comptait 185 habitants.

## Géographie

### Localisation

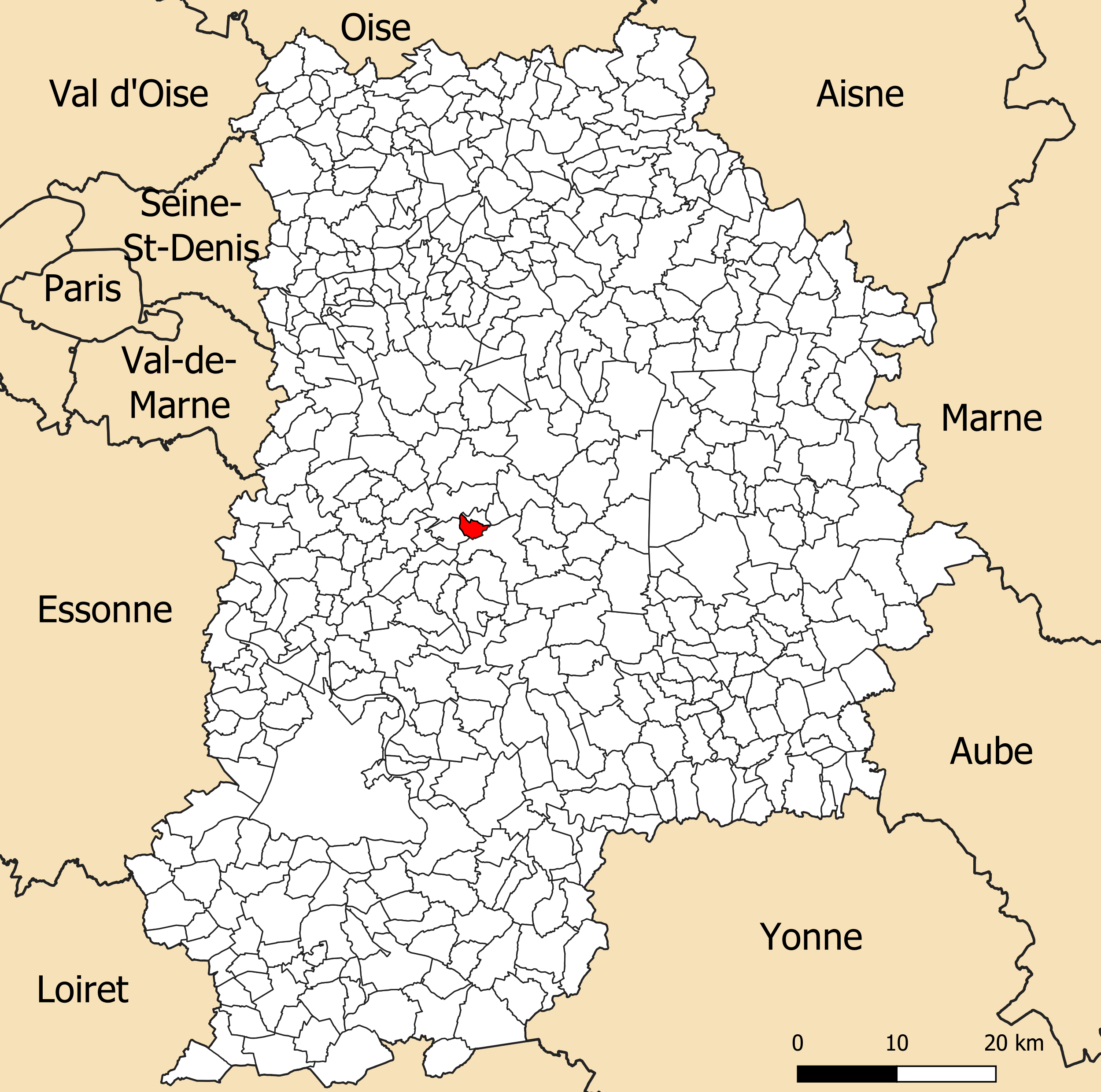
Localisation de la commune de Beauvoir dans le département de Seine-et-Marne.

La commune est située à 35 km de Meaux et 40 km de Chelles.

### Communes limitrophes
Les communes limitrophes de Beauvoir incluent Argentières, Aubepierre-Ozouer-le-Repos, Chaumes-en-Brie et Verneuil-l'Étang.
| Chaumes-en-Brie Verneuil-l'Étang | Argentières                | Argentières Aubepierre-Ozouer-le-Repos |
| Verneuil-l'Étang                 | Beauvoir                   | Aubepierre-Ozouer-le-Repos             |
| Verneuil-l'Étang                 | Aubepierre-Ozouer-le-Repos | Aubepierre-Ozouer-le-Repos             |

### Géologie et relief
L'altitude de la commune varie de 85 mètres à 114 mètres pour le point le plus haut, le centre du bourg se situant à environ 102 mètres d'altitude (mairie). Elle est classée en zone de sismicité 1, correspondant à une sismicité très faible.

### Hydrographie

#### Réseau hydrographique

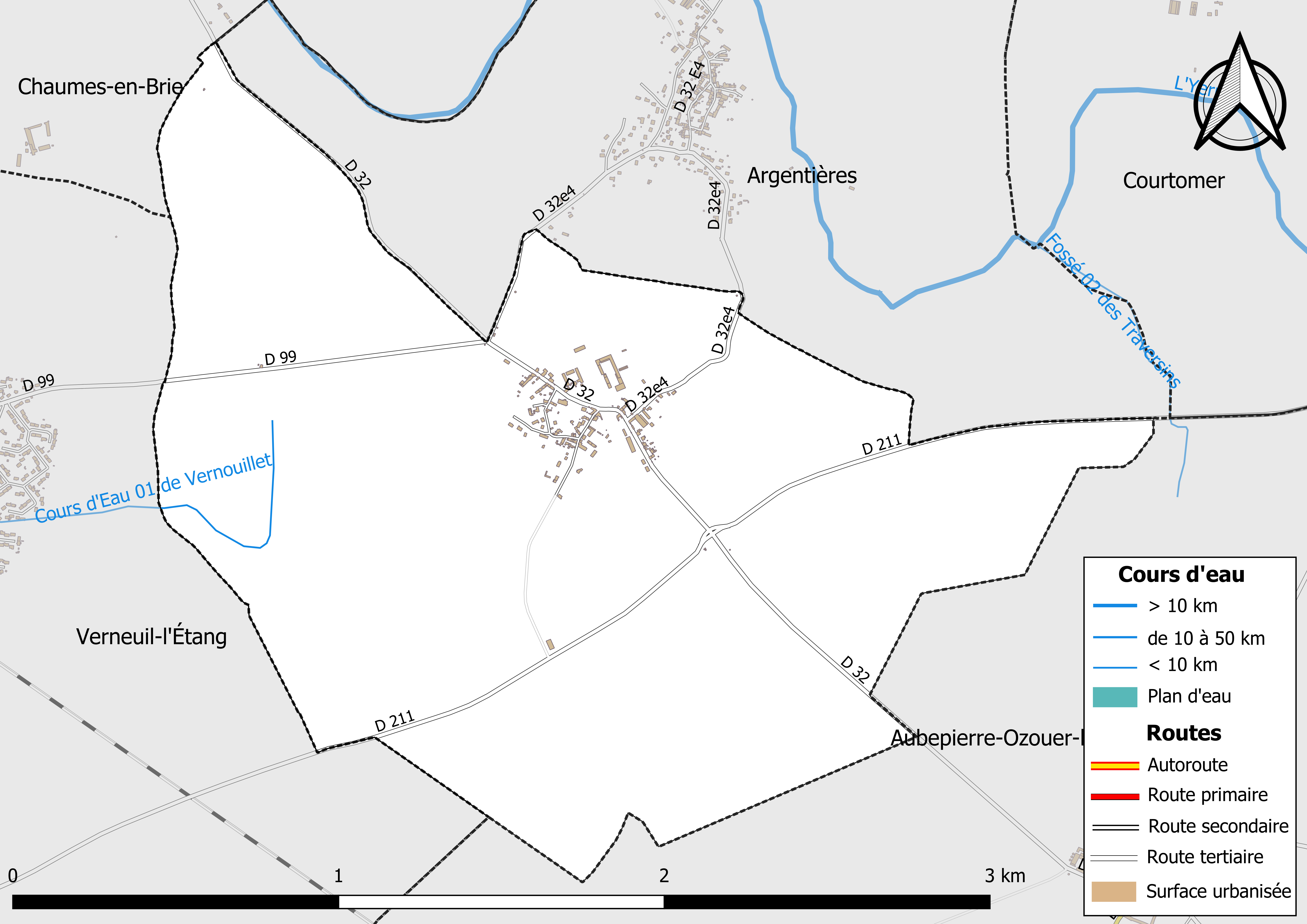
Carte des réseaux hydrographique et routier de Beauvoir.

Le réseau hydrographique de la commune se compose d'un seul cours d'eau référencé : le cours d'eau 01 de Vernouillet, 3,29 km, qui conflue avec le ru d'Avon.
La longueur totale des cours d'eau sur la commune est de 0,76 km.

#### Gestion des cours d'eau
Afin d’atteindre le bon état des eaux imposé par la Directive-cadre sur l'eau du 23 octobre 2000, plusieurs outils de gestion intégrée s’articulent à différentes échelles : le SDAGE, à l’échelle du bassin hydrographique, et le SAGE, à l’échelle locale. Ce dernier fixe les objectifs généraux d’utilisation, de mise en valeur et de protection quantitative et qualitative des ressources en eau superficielle et souterraine. Le département de Seine-et-Marne est couvert par six SAGE, au sein du bassin Seine-Normandie. La commune fait partie de deux SAGE : « Yerres » et « Petit et Grand Morin ».
Le SAGE « Yerres » a été approuvé le 13 octobre 2011. Il correspond au bassin versant de l’Yerres, d'une superficie de 1 017 km2, parcouru par un réseau hydrographique de 450 kilomètres de long environ, répartis entre le cours de l’Yerres et ses affluents principaux que sont : le ru de l'Étang de Beuvron, la Visandre, l’Yvron, le Bréon, l’Avon, la Marsange, la Barbançonne, le Réveillon. Le pilotage et l’animation du SAGE sont assurés par le syndicat mixte pour l’Assainissement et la Gestion des eaux du bassin versant de l’Yerres (SYAGE), qualifié de « structure porteuse ».
Le SAGE « Petit et Grand Morin » a été approuvé le 21 octobre 2016. Il comprend les bassins du Petit Morin (630 km2) et du Grand Morin (1 185 km2). Le pilotage et l’animation du SAGE sont assurés par le syndicat Mixte d'Aménagement et de Gestion des Eaux (SMAGE) des 2 Morin, qualifié de « structure porteuse ».

### Climat
Pour des articles plus généraux, voir Climat de l'Île-de-France et Climat de Seine-et-Marne.
En 2010, le climat de la commune est de type climat océanique dégradé des plaines du Centre et du Nord, selon une étude du CNRS s'appuyant sur une série de données couvrant la période 1971-2000. En 2020, Météo-France publie une typologie des climats de la France métropolitaine dans laquelle la commune est exposée à un climat océanique altéré et est dans la région climatique Nord-est du bassin Parisien, caractérisée par un ensoleillement médiocre, une pluviométrie moyenne régulièrement répartie au cours de l’année et un hiver froid (3 °C).
Pour la période 1971-2000, la température annuelle moyenne est de 11,2 °C, avec une amplitude thermique annuelle de 15,4 °C. Le cumul annuel moyen de précipitations est de 728 mm, avec 11,5 jours de précipitations en janvier et 7,9 jours en juillet. Pour la période 1991-2020, la température moyenne annuelle observée sur la station météorologique la plus proche, située sur la commune de Grandpuits-Bailly-Carrois à 10 km à vol d'oiseau, est de 11,3 °C et le cumul annuel moyen de précipitations est de 704,0 mm,. Pour l'avenir, les paramètres climatiques de la commune estimés pour 2050 selon différents scénarios d'émission de gaz à effet de serre sont consultables sur un site dédié publié par Météo-France en novembre 2022.

### Milieux naturels et biodiversité
Aucun espace naturel présentant un intérêt patrimonial n'est recensé sur la commune dans l'inventaire national du patrimoine naturel,,.

## Urbanisme

### Typologie
Au 1er janvier 2024, Beauvoir est catégorisée commune rurale à habitat dispersé, selon la nouvelle grille communale de densité à sept niveaux définie par l'Insee en 2022.
Elle est située hors unité urbaine. Par ailleurs la commune fait partie de l'aire d'attraction de Paris, dont elle est une commune de la couronne,. Cette aire regroupe 1 929 communes,.

### Lieux-dits et écarts
La commune compte 19 lieux-dits administratifs répertoriés consultables ici.

### Occupation des sols
L'occupation des sols de la commune, telle qu'elle ressort de la base de données européenne d’occupation biophysique des sols Corine Land Cover (CLC), est marquée par l'importance des territoires agricoles (91,6 % en 2018), en augmentation par rapport à 1990 (84,3 %). La répartition détaillée en 2018 est la suivante : 
terres arables (84,3 %), forêts (8,4 %), zones agricoles hétérogènes (7,3 %).
Parallèlement, L'Institut Paris Région, agence d'urbanisme de la région Île-de-France, a mis en place un inventaire numérique de l'occupation du sol de l'Île-de-France, dénommé le MOS (Mode d'occupation du sol), actualisé régulièrement depuis sa première édition en 1982. Réalisé à partir de photos aériennes, le Mos distingue les espaces naturels, agricoles et forestiers mais aussi les espaces urbains (habitat, infrastructures, équipements, activités économiques, etc.) selon une classification pouvant aller jusqu'à 81 postes, différente de celle de Corine Land Cover,,. L'Institut met également à disposition des outils permettant de visualiser par photo aérienne l'évolution de l'occupation des sols de la commune entre 1949 et 2018.

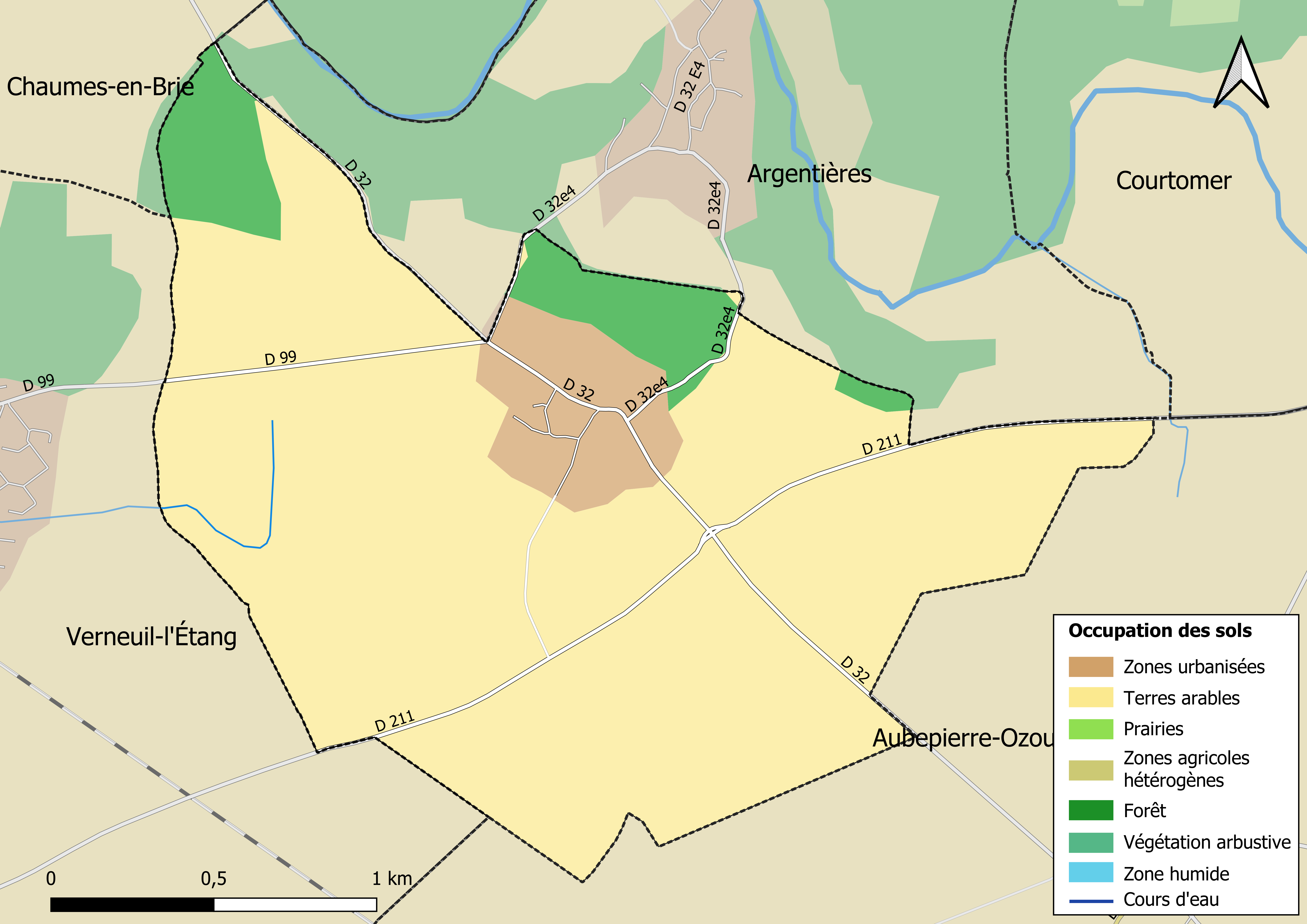
Carte des infrastructures et de l'occupation des sols en 2018 (CLC) de la commune.
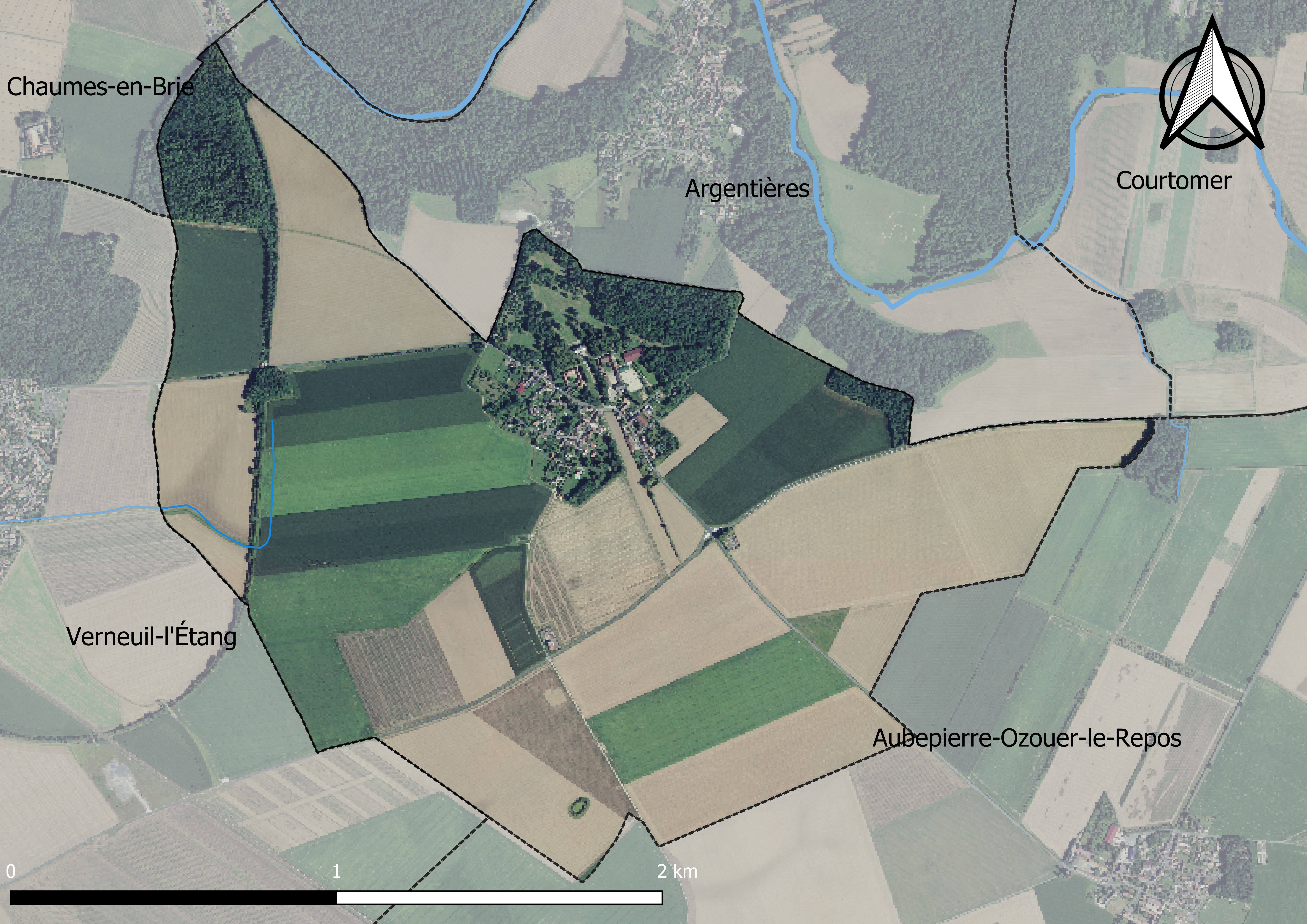
Carte orhophotogrammétrique de la commune.

### Planification
La commune, en 2019, avait engagé l'élaboration d'un plan local d'urbanisme.

### Logement
En 2016, le nombre total de logements dans la commune était de 
103 dont 93,2 % de maisons et 6,8 % d’appartements.
Parmi ces logements, 85,4 % étaient des résidences principales, 7,8 % des résidences secondaires et 6,8 % des logements vacants.
La part des ménages fiscaux propriétaires de leur résidence principale s’élevait à 75 % contre 17 % de locataires et 8 % logés gratuitement,.

## Toponymie
Attestée sous la forme Bellum Videre en 1145, « belvédère », d’un ancien verbe écrit vedeir (voir) au XIe siècle[réf. nécessaire].
Forteresse ou village beau à voir, disposant d'une belle vue[réf. nécessaire].

## Politique et administration

### Rattachements administratifs et électoraux
La commune se trouve  dans l'arrondissement de Melun du département de Seine-et-Marne. Pour l'élection des députés, elle fait partie depuis 2012 de la troisième circonscription de Seine-et-Marne.
Elle faisait partie depuis 1801 du canton de Mormant. Dans le cadre du redécoupage cantonal de 2014 en France, la commune intègre le canton de Nangis.

### Intercommunalité
La commune était membre de la communauté de communes la Brie centrale (CCBC) créée fin 2004.
Dans le cadre des dispositions de la loi portant nouvelle organisation territoriale de la République (Loi NOTRe) du 7 août 2015, qui prévoit que les établissements publics de coopération intercommunale (EPCI) à fiscalité propre doivent avoir un minimum de 15 000 habitants (et 5 000 habitants en zone de montagnes), la communauté de communes la Brie centrale fusionne avec ses voisines pour former, le 1er janvier 2017, la communauté de communes Brie des Rivières et Châteaux, dont est désormais membre la commune.

### Liste des maires
| Période                                  | Période       | Identité            | Étiquette | Qualité |
| ---------------------------------------- | ------------- | ------------------- | --------- | --- |
| Les données manquantes sont à compléter. |               |                     |           | |
| 1975                                     | mars 2008     | Henry Cochin        | DVD       | Vice-président de la CCBC[Quand ?] |
| mars 2008                                | 13 avril 2018 | Jean-Louis Thiériot | UMP → LR  | Avocat Député de Seine-et-Marne (3e circ.) (2018 → ) Conseiller départemental de Nangis (2015 → ) Président du conseil départemental de Seine-et-Marne (2018 → 2018) Vice-Président de la CCBC ( ? → 2016) Vice-président de la CCBRC (2017 → ) |
| 13 avril 2018                            | En cours      | Patricia Casier     |           | Retraitée |

## Équipements et services

### Eau et assainissement
L’organisation de la distribution de l’eau potable, de la collecte et du traitement des eaux usées et pluviales relève des communes. La loi NOTRe de 2015 a accru le rôle des EPCI à fiscalité propre en leur transférant cette compétence. Ce transfert devait en principe être effectif au 1er janvier 2020, mais la loi Ferrand-Fesneau du 3 août 2018 a introduit la possibilité d’un report de ce transfert au 1er janvier 2026,.

#### Assainissement des eaux usées
En 2020, la gestion du service d'assainissement collectif de la commune de Beauvoir est assurée par la communauté de communes Brie des Rivières et Châteaux (CCBRC) pour la collecte, le transport et la dépollution,,.
L’assainissement non collectif (ANC) désigne les installations individuelles de traitement des eaux domestiques qui ne sont pas desservies par un réseau public de collecte des eaux usées et qui doivent en conséquence traiter elles-mêmes leurs eaux usées avant de les rejeter dans le milieu naturel. La communauté de communes Brie des Rivières et Châteaux (CCBRC) assure pour le compte de la commune le service public d'assainissement non collectif (SPANC), qui a pour mission de vérifier la bonne exécution des travaux de réalisation et de réhabilitation, ainsi que le bon fonctionnement et l’entretien des installations,,.

#### Eau potable
En 2020, l'alimentation en eau potable est assurée par la communauté de communes Brie des Rivières et Châteaux (CCBRC) qui en a délégué la gestion à l'entreprise Suez, dont le contrat expire le 30 avril 2031,.

## Population et société

### Démographie
L'évolution du nombre d'habitants est connue à travers les recensements de la population effectués dans la commune depuis 1793. Pour les communes de moins de 10 000 habitants, une enquête de recensement portant sur toute la population est réalisée tous les cinq ans, les populations de référence des années intermédiaires étant quant à elles estimées par interpolation ou extrapolation. Pour la commune, le premier recensement exhaustif entrant dans le cadre du nouveau dispositif a été réalisé en 2005.

En 2022, la commune comptait 185 habitants, en évolution de −10,19 % par rapport à 2016 (Seine-et-Marne : +3,92 %, France hors Mayotte : +2,11 %).
| 1793 | 1800 | 1806 | 1821 | 1831 | 1836 | 1841 | 1846 | 1851 |
| ---- | ---- | ---- | ---- | ---- | ---- | ---- | ---- | ---- |
| 302  | 338  | 319  | 228  | 209  | 191  | 203  | 222  | 211  |

| 1856 | 1861 | 1866 | 1872 | 1876 | 1881 | 1886 | 1891 | 1896 |
| ---- | ---- | ---- | ---- | ---- | ---- | ---- | ---- | ---- |
| 206  | 218  | 208  | 208  | 215  | 198  | 206  | 236  | 194  |

| 1901 | 1906 | 1911 | 1921 | 1926 | 1931 | 1936 | 1946 | 1954 |
| ---- | ---- | ---- | ---- | ---- | ---- | ---- | ---- | ---- |
| 200  | 182  | 183  | 162  | 197  | 199  | 199  | 201  | 183  |

| 1962 | 1968 | 1975 | 1982 | 1990 | 1999 | 2005 | 2006 | 2010 |
| ---- | ---- | ---- | ---- | ---- | ---- | ---- | ---- | ---- |
| 151  | 180  | 139  | 138  | 186  | 193  | 199  | 198  | 189  |

| 2015 | 2020 | 2022 | - | - | - | - | - | - |
| ---- | ---- | ---- | - | - | - | - | - | - |
| 207  | 185  | 185  | - | - | - | - | - | - |

### Enseignement
La commune a installé un réseau d'assainissement collectif  en 2014/2015

## Économie

### Revenus de la population et fiscalité
En 2018, le nombre de ménages fiscaux de la commune était de 84, représentant 205 personnes et la  médiane du revenu disponible par unité de consommation  de 24 540 euros.

### Emploi
En 2018 , le nombre total d’emplois dans la zone était de 9, occupant 97 actifs  résidants.
Le taux d'activité de la population (actifs ayant un emploi) âgée de 15 à 64 ans s'élevait à 73,3 % contre un taux de chômage de 3,3 %.
Les 23,3 % d’inactifs se répartissent de la façon suivante : 7,5 % d’étudiants et stagiaires non rémunérés, 10 % de retraités ou préretraités et 5,8 % pour les autres inactifs.

### Secteurs d'activité
En 2019, le nombre d’unités légales et d’établissements (activités marchandes hors agriculture) par secteur d'activité était de 11 dont 2 dans l’industrie manufacturière, industries extractives et autres, 4 dans la construction, 1 dans le commerce de gros et de détail, transports, hébergement et restauration, 3 dans l’Information et communication et 1 dans les activités spécialisées, scientifiques et techniques et activités de services administratifs et de soutien.
En 2020, une entreprise individuelle a été créée sur le territoire de la commune.
Au 1er janvier 2021, la commune ne disposait pas d’hôtel et de terrain de camping.

#### Agriculture
Beauvoir est dans la petite région agricole dénommée la « Brie française », (ou Basse-Brie), une partie de la Brie autour de Brie-Comte-Robert. En 2010, aucune orientation technico-économique de l'agriculture ne se dégage sur la commune.
Si la productivité agricole de la Seine-et-Marne se situe dans le peloton de tête des départements français, le département enregistre un double phénomène de disparition des terres cultivables (près de 2 000 ha par an dans les années 1980, moins dans les années 2000) et de réduction d'environ 30 % du nombre d'agriculteurs dans les années 2010. Cette tendance se retrouve au niveau de la commune où le nombre d’exploitations est passé de 2 en 1988 à aucun en 2010.
Le tableau ci-dessous présente les principales caractéristiques des exploitations agricoles de Beauvoir, observées sur une période de 22 ans : 
|                                      | 1988 | 2000 | 2010 |
| ------------------------------------ | ---- | ---- | ---- |
| Dimension économique,                |      |      |      |
| Nombre d’exploitations (u)           | 2    | 1    | 0    |
| Travail (UTA)                        | 7    | 5    | 0    |
| Surface agricole utilisée (ha)       | 321  | 305  | 0    |
| Cultures                             |      |      |      |
| Terres labourables (ha)              | s    | s    | 0    |
| Céréales (ha)                        | s    | s    |      |
| dont blé tendre (ha)                 | s    | s    |      |
| dont maïs-grain et maïs-semence (ha) | s    | s    |      |
| Tournesol (ha)                       | s    |      |      |
| Colza et navette (ha)                | 0    |      |      |
| Élevage                              |      |      |      |
| Cheptel (UGBTA)                      | 10   | 0    |      |

## Culture locale et patrimoine

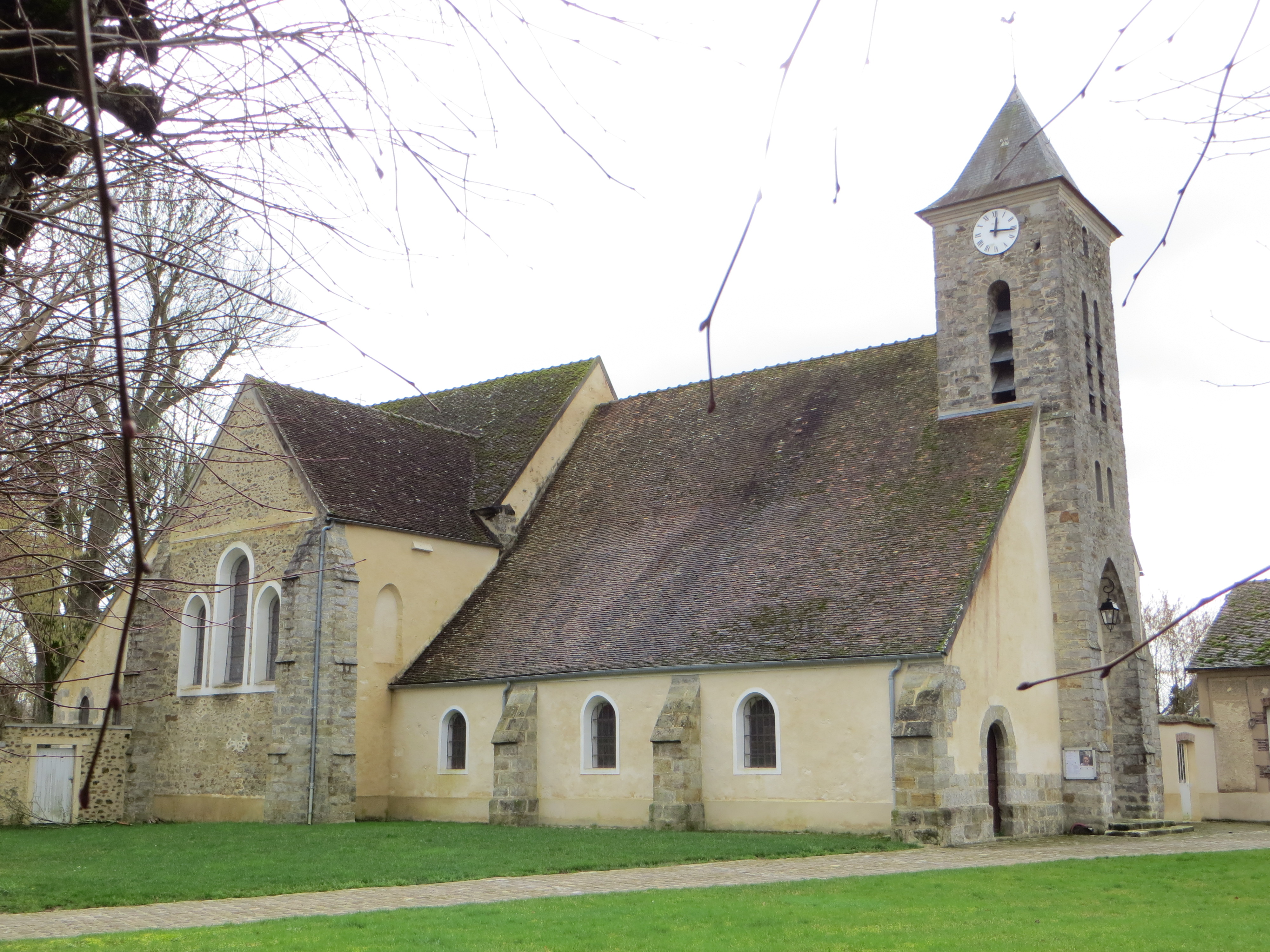
Église Notre-Dame-de-l'Assomption - Cloche de l'église à 12 h 30 :Fichier:Beauvoir - Église Notre-Dame-de-l'Assomption - 12h30.ogg

### Lieux et monuments
On peut notamment remarquer :
- Église Notre-Dame-de-l'Assomption. Elle contient une statue en pierre de Saint-Hubert du XVIIIe siècle[54], deux consoles en bois taillé et marbre de la même époque[55], ainsi qu'un bas-relief en plâtre représentant l'Annonciation de 1673 réalisé par L. Manœuvre[56]. Sous l'Ancien Régime, l'église porte d'ailleurs le vocable de Saint-Hubert, et ne prendra celui de Notre-Dame que postérieurement[57].
- Château de Beauvoir

### Personnalités liées à la commune
- Augustin Cochin, chartiste, historien des sociétés de pensée, tué au front en juillet 1916.
- Emma Chenu (1835-1912), première Française à être diplômée d'une licence universitaire en 1868, y est décédée.
- Marie-Josée de Bravura (1938-2010), sculpteur et essayiste.